# Dan Harmon
Dan Harmon (Milwaukee, 3 januari 1973) is een Amerikaans scenarioschrijver en televisieproducent. Hij is de bedenker en tevens uitvoerend producent van de NBC-sitcom Community, en, samen met Rob Schrab, de oprichter van het televisienetwerk Channel 101.
Harmon bedacht diverse televisieseries voor zijn netwerk, waaronder Heat Vision and Jack, waarin Owen Wilson en Jack Black een rol hebben, en The Sarah Silverman Program, dat uitgezonden wordt op Comedy Central. Harmon schreef enkele afleveringen van dit programma. Verder was hij de bedenker, uitvoerend producent en een van de acteurs van Acceptable.TV, een sketchprogramma uit 2007. Samen met Scrab schreef Harmon verder het scenario voor de speelfilm Monster House, die genomineerd werd voor een Academy Award.
In 2009 won hij een Emmy Award.
In 2013 bracht Harmon in samenwerking met Justin Roiland een animatieserie uit getiteld Rick and Morty, waarin hij het personage 'Birdperson' speelt. De serie is gebaseerd op een korte parodie op Back to the Future die Roiland ooit voor het filmfestival Channel 101 maakte.

## Filmografie
| Jaar | Titel                       | Medium          | Rol                                                | Personage                              |
| ---- | --------------------------- | --------------- | -------------------------------------------------- | -------------------------------------- |
| 1997 | Downer                      | Televisiefilm   | Acteur                                             |                                        |
| 1999 | Heat Vision and Jack        | Televisiefilm   | Schrijver, co-uitvoerend producent                 |                                        |
| 2003 | Time Belt                   | Televisieserie  | Acteur, schrijver                                  | Eugene Murzowski                       |
| 2003 | Computerman                 | Televisieserie  | Acteur, schrijver, uitvoerend producent, regisseur | Eugene Murzowski                       |
| 2004 | Twigger's Holiday           | Film            | Acteur                                             | Mr. Reamer                             |
| 2004 | Laser Fart                  | Video           | Regisseur, schrijver, uitvoerend producent, acteur | Dan/Laser Fart                         |
| 2006 | Channel 101                 | Televisiezender | Bedenker, uitvoerend producent                     |                                        |
| 2006 | Monster House               | Film            | Schrijver                                          |                                        |
| 2006 | Monster House               | Videospel       | Schrijver                                          |                                        |
| 2006 | Yacht Rock                  | Internetserie   | Acteur                                             | Ted Templeman (2 afleveringen)         |
| 2007 | Acceptable TV               | Televisieserie  | Bedenker, acteur, uitvoerend producent             | Verschillende rollen (22 afleveringen) |
| 2007 | The Sarah Silverman Program | Televisieserie  | Bedenker, uitvoerend producent                     |                                        |
| 2009 | In the Motherhood           | Televisieserie  | Acteur                                             | Maverick (1 aflevering)                |
| 2009 | Hi, I Killed the World      | Film            | Acteur                                             | Dr. Fishburn                           |
| 2009 | 81ste Oscaruitreiking       | Evenement       | Schrijver                                          |                                        |
| 2009 | Funny People                | Film            | Acteur                                             | Paparazzofotograaf                     |
| 2009 | Community                   | Televisieserie  | Bedenker, schrijver, uitvoerend producent          |                                        |
| 2013 | Rick and Morty              | Televisieserie  | Bedenker, uitvoerend producent                     |                                        |
| 2016 | HarmonQuest                 | Internetserie   | Bedenker, speler                                   | Fondue Zoobag, Lymric O'Shift          |